# Edificio Matarazzo
El Edificio Matarazzo, también conocido como Palácio do Anhangabaú, es desde 2004 la sede del ayuntamiento de la ciudad de São Paulo. Como anteriormente perteneció al Banco Banespa, tiene el sobrenombre de Banespinha.
Está ubicado en el Vale do Anhangabaú, junto al Viaduto do Chá. Es conocido por su techo verde, donde hay un helipuerto.

## Historia
Con proyecto de la oficina Ramos de Azevedo, Severo & Villares, tuvo algunas reformas del arquitecto italiano Marcello Piacentini, a instancias del empresario Francisco Matarazzo Júnior, y albergó durante años la sede de sus industrias. El proyecto tiene un estilo neoclásico simplificado, desarrollado por Piacentini y muy utilizado en Italia en la década de 1930, utilizando simbología de la época del Imperio romano, que también fue adoptada por el régimen fascista.

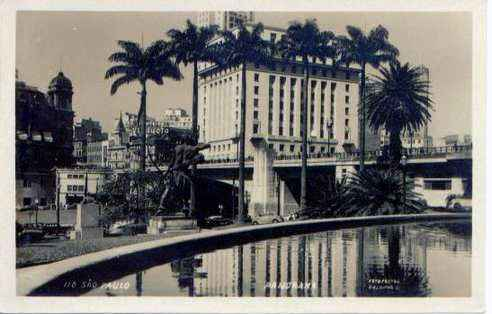
Edificio Matarazzo de los años 1950 visto desde la Plaza Ramos de Azevedo.

El edificio tiene 14 plantas y 27 800 m² de superficie construida. Como muchos edificios de la época, Matarazzo no tiene piso 13 por superstición. Desde la década de 1960, ha habido un jardín en la azotea con más de 400 especies de plantas y un pequeño estanque con carpas koi.
A lo largo de los años el edificio sirvió como sede de Indústrias Reunidas F Matarazzo desde su apertura hasta 1972 cuando fue vendido al Grupo Audi; en 1974 fue adquirida por Banespa y luego en 2004 por la ciudad de São Paulo. En 1992, el inmueble fue catalogado por el CONPRESP, considerado el valor histórico, social y urbano de la región del Vale do Anhangabaú para la ciudad de São Paulo.
A través de un convenio realizado con Banespa, el edificio fue cedido al Ayuntamiento como parte de la negociación de la deuda de 885 millones de reales que la extinta CMTC (Empresa Municipal de Transportes) tenía con este banco, hasta entonces propietario del inmueble. Se acordó que el municipio adeudaría 156 millones de reales, a pagar en cuatro años al nuevo Banco Santander Banespa, que a cambio ganó el derecho a competir por las cuentas de los servidores públicos.
Desde septiembre de 2015, la ciudad de São Paulo abrió su sede para recibir visitas guiadas gratuitas, lo que permite el acceso a otro patrimonio histórico en la región central de la ciudad, como parte de las políticas de ocupación del espacio público implementadas por la administración municipal., cuyo objetivo es acercar a la población y turistas la historia de la ciudad.
El jurado del concurso privado lanzado a finales de 1934 por Indústrias Reunidas F Matarazzo, para la construcción de su nueva sede, en una situación privilegiada junto a una de las cabeceras del Viaduto do Chá, ya había estipulado que la propuesta ganadora debía no ser “demasiado antiguo”, ni destacar “por la excentricidad de su modernismo”. El proyecto ganador fue el de Ramos de Azevedo, Severo & Villares, que adoptó por tanto un “estilo neoclásico pero actualizado por la composición moderna de sus líneas principales, con acentuada verticalidad”.

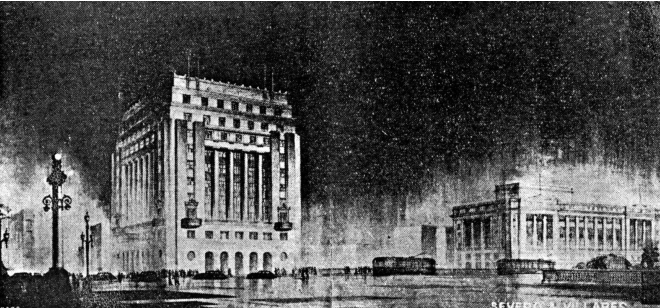
El Edificio Matarazzo en la Revista Politécnica n.º 120

Fue en ese preciso momento, agosto de 1935), que el arquitecto italiano Marcello Piacentini, ya célebre por su proyecto para la Ciudad Universitaria de Roma, llegó a Brasil, respondiendo a una invitación del Ministerio de Educación y Salud, que tenía como objetivo obtener una solución para su trabajo para la implementación del ambicioso campus de la Universidad de Brasil que se pretendía crear en Río de Janeiro.
Aprovechando este pasaje, fue llamado a São Paulo por los Matarazzo, quienes vieron la oportunidad de alegrar su nueva sede con el aporte del maestro italiano. En su revisión del proyecto de Severo & Villares, el arquitecto Piacentini llevó a cabo la modernización ya realizada de las referencias clásicas, particularmente en el diseño de los alzados: eliminó las pilastras previamente previstas, transformándolas en cuerpos verticales definidos únicamente por el avance y retiro de la fachada. Limpiado en una sobria masa de travertino, el edificio ganó interés por la riqueza del revestimiento, la elegancia de los detalles y la rítmica disposición de los vanos. Sin embargo, se mantuvo el perfil cúbico pesado del proyecto anterior, así como la división tripartita entre sótano, cuerpo principal y ático, ya que una volumetría acorde con el conjunto urbano existente en Anhangabaú era parte de los requisitos impuestos por el Ayuntamiento.
Dos años más tarde, en 1937, el colaborador más cercano de Piacentini, el arquitecto Vittorio Morpurgo, vino a Brasil en representación de Piacentini para continuar el proyecto de la Ciudad Universitaria de Río de Janeiro. Terminado por ser contratado como consultor por los Matarazzo, Morpurgo también supervisó, en São Paulo, junto con la constructora Severo & Villares, el la construcción de  los vanos, cornisa y vestíbulo del edificio IRFM en Anhangabaú.
Se dice que los dos arquitectos italianos fueron contratados solo para hacer algunos cambios en el proyecto. La obra fue realizada por los arquitectos Severo & Villares.